# Running Running Running
Running Running Running是台灣男子音樂團體Ozone的歌曲，也是台灣三立都會台家庭共感影集《省省吧！我家富貴發》的主題曲，這首歌在2024年4月12日由台灣索尼音樂娛樂推出。
截至2024年4月18日，這首歌在台灣KKBOX華語新歌日榜拿下最高排名第5，並且在單曲日榜取得第20名。